# Martín de Yeltes
Martín de Yeltes és un municipi de la província de Salamanca a la comunitat autònoma de Castella i Lleó. Limita al Nord amb Boada, al Nord-est amb La Fuente de San Esteban, al Sud-est amb Cabrillas i Sepulcro-Hilario, al Sud Aldehuela de Yeltes i Castraz i a l'Oest amb Sancti-Spíritus i Retortillo. Inclou els nuclis de Campocerrado (26 hab.), Castillejo de Yeltes (3 hab.) i Collado de Yeltes (0 hab.).

## Demografia
| 1991 | 1996 | 2001 | 2004 |
| ---- | ---- | ---- | ---- |
| 624  | 583  | 518  | 517  |